# Windham (Vermont)
Windham és una població dels Estats Units a l'estat de Vermont. Segons el cens del 2000 tenia 328 habitants.

## Demografia
Segons el cens del 2000, Windham tenia 328 habitants, 150 habitatges, i 91 famílies. La densitat de població era de 4,9 habitants per km².
Dels 150 habitatges en un 21,3% hi vivien nens de menys de 18 anys, en un 52% hi vivien parelles casades, en un 3,3% dones solteres, i en un 39,3% no eren unitats familiars. En el 33,3% dels habitatges hi vivien persones soles el 12% de les quals corresponia a persones de 65 anys o més que vivien soles. El nombre mitjà de persones vivint en cada habitatge era de 2,19 i el nombre mitjà de persones que vivien en cada família era de 2,76.
Per edats la població es repartia de la següent manera: un 19,2% tenia menys de 18 anys, un 8,5% entre 18 i 24, un 25,3% entre 25 i 44, un 24,7% de 45 a 60 i un 22,3% 65 anys o més.
L'edat mediana era de 43 anys. Per cada 100 dones de 18 o més anys hi havia 117,2 homes.
La renda mediana per habitatge era de 39.659 $ i la renda mediana per família de 41.786 $. Els homes tenien una renda mediana de 27.500 $ mentre que les dones 23.125 $. La renda per capita de la població era de 20.704 $. Entorn del 2,2% de les famílies i el 6,3% de la població estaven per davall del llindar de pobresa.